# Виргил Видрих
Виргил Видрих (16. мај 1967. у Салцбургу) је аустријски режисер, сценариста, филмски стваралац и мултимедијални уметник.
Видрих се бави великим бројем филмских и мултимедијалних пројеката, укључујући и рад у креативном тиму. Посебно је познат по својим кратким филмовима и мултимедијалним радовима, који су до сада освојили више од 290 филмских награда на међународним фестивалима.

## Биографија
Рођен у Салцбургу, Виргил Видрих провео је своје детињство у кући старој преко 500 година која стоји на Моншбергу. Тамо се упознао са уметницима као што су Петер Хандке, тадашњим комшијом, као и Вимом Вендерсом, честим гостом. Своје прво искуство са филмом имао је веома рано, где је своју прву камеру добио са 13 година, супер-осмицу. Исте године (1980.) снимио је три филма, „Мој кућни живот“ (енгл. My Homelife), „Пржено месо“ и Три пута Улф. Ови радови праћени су анимираним филмом под називом И боје могу да сањају. Са 15 година снимио је Монструма у Салцбургу (енгл. Monster in Salzburg), на ком је по први пут радио са глумцима. У филму, разбеснелог монструма створио је користећи стоп-моушн фотографију. 1983. године, започиње рад на Дух времена. Чак и лоше оцене у школи га нису спречавале да свој први дугометражни филм приведе крају, за чију је израду било потребно 14 месеци. У ово доба је радио као статиста и руководилац реквизита на филмском фестивалу у Салцбургу како би могао да финансира своје филмове. 1984. заинтересовао се за компјутере помоћу којих је програмирао неколико једноставних игара.
Након полагања матурских испита на Академској гимназији у Салцбургу, уписао је Бечку филмску академију коју напушта већ након неколико недеља како би се посветио раду на писању сценарија за научнофантастични филм који на крају никада није снимио. 1987. оснива компанију за дистрибуцију филмова Classic Films са два партнера са циљем дистрибуције претежно уметничких филмова. После овога постаје асистент Џону Бејлију, камерману и режисеру, и 1990. одлази у Холивуд да ради са њим на научнофантастичној комедији Потрага за интелигентим животом у космосу. Након продаје Classic Films 1991. године, Видрих се поново окренуо компјутерима и њиховој могућности за уметничко изражавање. У следећем великом пројекту, у улози продуцента ради на новом фестивалу аустријског филма, одржаног први пут 1993. под називом „Дијагонале“ (нем. Diagonale). У другој години фиестивала оформио је филмску датотеку. После овога следи још један број стварања филмских датотека где је такође био укључен у стварање интерактивног цд-рома.
Године 1997. Видрих се поново враћа стварању сопствених филмова, прво продуцирајући краткометражни филм „tx-transform“ који је доживео велики успех на фестивалу Арс Електроника. Такође се вратио сценарију за „Светлије од месеца“(нем. Heller als der Mond), који је затим и снимљен 1999. године. Филм је премијерно приказан 2000. у Ротердаму. „Копирница“ (енг. Copy Shop) следи одмах након њега, који је уједно и један од његових најуспешнијих филмова до сада. Након премијере 2001. године, филм осваја 35 награда, затим и номинацију за Оскара и бива приказан на преко 200 филмских фестивала и на телевизији. Његов следећи кратки филм „Брзи филм“ (енг. Fast Film) такође доживљава велики успех, добивши 36 међународних награда и бива приказан на преко 300 филмских фестивала у свету. После овога следе ангажовања на различитим мултимедијалним пројектима за компаније (2001. оснива компанију Чекпоинтмидија АГ (енг. Checkpointmedia AG), чији је извршни директор и наставља продуцирање филмова при својој компанији „Virgil Widrich Film- und Multimediaproduktionen G.m.b.H“. Заједно са другим филмским ствараоцима, 2001. оснива „Amour Fou Film“ са посебном пажњом усмереном на уметничке филмове младих режисера.
Видрих 2004. бива у саставу жирија фестивала Арс Електроника у Линцу, а затим постаје председник Аустријске асоцијације филмских режисера, где остаје до 2007. године. Од 2007. до 2010. године, Виргил Видрих у улози професора предаје на класи „Дигитална уметност“ (енг. Digital Arts) на Универзитету примењених уметности у Бечу. Од 2010, главни је професор постдипломског, мастер програма „Уметност и наука“ (енг. Art & Science).
Године 2024, Видрих је примљен у чланство Америчке академије филмских уметности и наука (AMPAS).

## Изложбе
- 2006: Виргил Видрих креира интерактивне медије за обновљену Моцартову кућу (Mozarthaus Vienna) у Бечу.
- 2008: 13 радова студената класе Виргила Видриха изложено је у оквиру „Essence08“ у Музеју примењене уметности у Бечу.
- 2009: Уметнички директор изложбе „Linz. Grad у срећи“ у музеју Нордико у оквиру културне престонице Европе – Линц 2009.
- 2009: „Alias in Wonderland“, од 25. јуна до 12. јула, изложба у Freiraum/quartier 21, Museumsquartier Wien, са студентима дигиталне уметности Универзитета примењених уметности у Бечу.
- 2009: 10 радова студената дигиталне уметности изложено у оквиру „Essence09“ у Expositur Vordere Zollamtstraße.
- 2010: 15 радова студената дигиталне уметности приказано у оквиру „Essence10“ у Кунстлерхаусу у Бечу.
- 2010: Уметнички директор изложбе „90 година Салцбуршког фестивала“ у Salzburg Museum.
- 2011: Уметнички директор изложбе „parameter{world} – parameters for every or no thing“ мастер програма „Art and Science“ од 30. марта до 1. априла у Универзитету примењених уметности у Бечу.
- 2012: Радови студената класе „Art and Science“ приказани у оквиру „Essence12“ у Кунстлерхаусу у Бечу.
- 2013: „Crucial Experiments“, изложба Универзитета примењених уметности у Бечу у оквиру Vienna Art Week, MQ/Ovalhalle, уметнички руководиоци: Бернд Крефтнер и Виргил Видрих.
- 2014: Од 26. јуна до 13. јула, два студента из класе „Art and Science“ представљају своје радове у оквиру „Essence14“ у Кунстлерхаусу.
- 2015: „Parallaxis“ – медијска инсталација за изложбу „Farbenrausch“ у Леополд музеју.
- 2016: „[dis]placement – Information through Sound“, класа „Art and Science“, Citygate Shopping, 1210 Беч.
- 2017: „Circuit Training“, изложба од 6. до 17. јуна 2017, das weisse haus, Беч.
- 2017: Изложба и ретроспектива „analog_digital – дихотомија филма“, 3. октобар 2017 – 28. јануар 2018, METRO Kinokulturhaus, Беч: селекција филмова и учешће са два рада.
- 2017: Изложбени рад „Panzerschrank Potemkin“ на Vienna Design Week.
- 2017: Сузуређивач изложбе „Естетика промене – 150 година Универзитета примењених уметности у Бечу“, MAK Беч.
- 2018: Саизлагач „Sound of Music World“, Салцбург.
- 2018: Изложбени рад „Пут око моје собе“ на Vienna Design Week.
- 2019: Центар за посетиоце „sconarium“ у Бад Шенауу – уметничко вођство изложбе.
- 2020: „Музика свуда!“ (Überall Musik!), DomQuartier Salzburg – уметничко вођство.
- 2025: „Климт. Пигмент и пиксел – открити уметност кроз технологију“, Unteres Belvedere – дизајн: Виргил Видрих и Марк Шуран.
- 2025: „У ФОКУСУ: Густав Климт – Невеста“, Oberes Belvedere – дизајн: Виргил Видрих и Марк Шуран.

## Позоришни рад
- 2012: New Angels (Théâtre National du Luxembourg) – визуелна режија и сценографија (у сарадњи са Мартином Хазелбоком и Франком Хофманом)
- 2019: сарадња са Францом Данксагмилером на пројекту који спаја органску музику и експериментални филм у живој изведби

## Филмографија (избор)
- 1980: My Homelife – документарни, 6 мин. (о животу у старој кући)
- 1980: Gebratenes Fleisch – криминалистички, 11 мин. (убиство жене у ресторану)
- 1980: 3 mal Ulf – документарни, 12 мин. (о Арнулфу Компошу)
- 1981: Auch Farbe kann träumen – анимација, 12 мин. (еколошка прича о црву и човечуљку)
- 1982: Monster in Salzburg – анимација / фантастика, 12 мин. (чудовиште дивља кроз Салцбург)
- 1983–1985: Vom Geist der Zeit – експериментални играни филм, 112 мин. (комбинација жанрова)
- 1998: tx-transform – експериментални, 5 мин. (манипулација перспективом и временом)
- 2000: Heller als der Mond – играни / комедија, 88 мин. (о странцу у Бечу)
- 2001: Copy Shop – експериментални / играни, 12 мин. (мушкарaц се бесконачно умножава), Номинација за Оскара (2002) у категорији „најбољи кратки играни филм“
- 2001: LinksRechts – документарни, 4 мин. (интервјуи о „лево / десно“ у политици и филму)
- 2003: Fast Film – анимација / акција, 14 мин. (монтажа од штампаних сцена филмова, акциона потера кроз историју биоскопа)
- 2010: make/real – found footage / експериментални, 5 мин. (наставак визуелног истраживања за изложбу „Robot Dreams“)
- 2011: warning triangle – found footage, 6 мин. (за изложбу „Fetisch Auto“ у Музеју Тингели, Базел)
- 2015: back track – експериментални, 7 мин.
- 2016: Die Nacht der 1000 Stunden – играни / драма / мистерија, 89 мин. (продукција: Луксембург / Аустрија / Холандија)
- 2016: Vienna table trip – анимација / културни филм, 1 мин. 22 сек. (компјутерски анимиран „туристички сто“ – награђен на неколико фестивала)
- 2018: Be My Rebel – музички видео, 4 мин. (у сарадњи са Nena и Dave Stewart)
- 2019: tx-reverse – експериментални / филм обрнутог времена, 5 мин. (режија: Virgil Widrich и Martin Reinhart)
- 2021: Es ist genau genug Zeit – анимација / драма, 5 мин. (филм о времену и машти)

## Награде

### Heller als der Mond (2000)
- Награда за сценарио града Салцбурга (1997)
- Jean Carment Award за Ларса Рудолфа – Angers European First Film Festival (2000)
- Laser Vidéo Titres Award – Angers European First Film Festival (2000)

### Copy Shop (2001)
- Номинација за Оскара 2002. у категорији кратког играног филма – Academy of Motion Picture Arts and Sciences
- Prix de la meilleure création sonore – Festival du Court-Métrage de Clermont-Ferrand
- Best Experimental Short – Toronto International Short Film Festival
- Kodak Award – Jury’s Choice – Puchon International Fantastic Film Festival
- Jury Prize – IMAGO – Covilhã, Португал
- Silberne Taube – Leipzig International Festival for Documentary and Animated Film
- Best Short Film – inCurt Lleida
- Best Experimental – Shorts International Film Festival, Њујорк
- First Prize – Comunidad de Madrid – Semana de Cine Experimental, Madrid
- Best Short Film – L’alternativa, Барселона
- Prize of the Jury – Leuven Kort International Short Film Festival
- Best of Festival – Boston Underground Film Festival
- Prix des télévisions européennes – Brussels International Fantastic Film Festival
- Special Prize – Hiroshima International Animation Festival
- Best Experimental Film – Thessaloniki Panorama of Independent Film & Video Makers
- Special Jury Award – Tehran International Animation Festival
- Best Experimental Film – Reale Film Festival, Милано (2022)
- Best Back to the Future – Absurd Film Festival, Милано (2022)

### Fast Film (2003)
- Official Selection – Festival de Cannes
- Best Animated Short – C.O.R.E. Digital Pictures Award – Toronto
- Grand Prix for Animation – Curtas Vila do Conde, Португал
- Best Experimental Short – Melbourne International Film Festival
- Audience Award – Bearded Child Film Festival
- Most Imaginative Film – Odense Film Festival
- High Risk Award – Fantoche, Швајцарска
- Best Experimental Film – Thessaloniki Panorama
- Most Innovative Short Film – Leipzig
- Grand Prix – Uppsala International Short Film Festival
- Premio Comunidad de Madrid – Semana de Cine Experimental
- Onda Curta – Special Mention – Cinanima, Португал
- Innova Award – Animadrid, Шпанија
- Film Critics Award – Animafest, Загреб
- ASIFA Korea Award – SICAF
- Cartoon d’Or – Best European Animation – Cartoon Forum Galicia
- Укључен у “Animation Show of Shows”

### back track (2015)
- Best Experimental – NYC Indie Film Awards
- Best Experimental Short – FICOCC – Тенерифе
- Best Experimental – Crossing the Screen – Велика Британија

### Die Nacht der 1000 Stunden (2016)
- Flash Forward Audience Award – Busan International Film Festival – Јужна Кореја

### Vienna table trip (2016)
- Best Animation – Platinum Award – EIFA, Париз
- Best Animation – Diamond Award – LA Shorts Awards
- Finalist – Travel Film Festival – Москва
- First Prize – Culture Tourism – Tourfilm Riga
- Award – Film Forum Linz – Туристички филм

### Be My Rebel (2018)
- Best Music Video – Platinum Award – Mindfield LA
- Best Music Video – UNDO Divergent Film Awards
- Best Music Video – Platinum – Mindfield Albuquerque
- Bronze Award – EIFA, Париз
- Best Visual FX – Snowdance Film Awards
- Best International Music Video – Fort Worth Indie FF
- Best Music Video – NYC Indie FF, Hollywood Sun Awards, Cosmic FF, Rosarito FF, Eurasia IFF, Royal Wolf FF
- Best Director / FX – Top Indie Film Awards, Enginuity FF, West Wing FF
- Best Music Video – Lake View IFF, Jaipur IFF, LA Edge FF, Silicon Beach FF, Berlin Flash FF, SFAAF, MedFF

### tx-reverse (2019)
- Best Experimental Short – Eden IFF, Индија
- Best Experimental Short – Black Mountain FF (онлајн)
- Best Experimental Short – Edison IFF, Ченај, Индија

### Es ist genau genug Zeit (2021)
- Best Animation – Harlem IFF, Њујорк (2023)
- Best Drama MicroShort – Panther City FF, САД (2023)
- Best Editing – Monza FF, Италија (2023)
- Honorable Mention – British Indie Festival, Лондон (2023)
- Award Winner – Blow-Up Arthouse FF, Чикаго (2024)

### checkpointmedia GmbH
- Национална награда (2006) за пројекат „Mozarthaus Vienna“ у категорији култура и забава
- Награда за категорију јавне информације и услуге за „Центар за посетиоце парламента Аустрије“